# Fibra crua
La fibra crua és una part de la fibra vegetal, és el residu orgànic combustible i insoluble que resta després que, en una anàlisi de laboratori, la mostra s'ha tractat en unes condicions determinades i estandarditzades. Les condicions més comunes són tractaments successius amb petroli lleuger, àcid sulfúric diluït bullent, hidròxid de sodi diluït bullent, àcid clorhídric diluït, alcohol i èter. Aquest tractament empíric proporciona la fibra crua que consisteix principalment del contingut en cel·lulosa a més de la lignina i hemicel·lulosa contingudes en la mostra.
La determinació de la fibra crua s'aplica als aliments vegetals o mixtes, no és aplicable als aliments d'origen animal.